# Anfiteatro de Pezinok
Anfiteatro de Pezinok (en eslovaco: Amfiteáter v Pezinku o Amfiteáter Pezinok, coloquialmente Amfík) es un anfiteatro y cine de verano ubicado en calle Cajlanská número 7 en Cajla, la parte histórica de Pezinok.

## Historia
Se completó en el marco de la acción "Z" y su construcción costó 1.434.000 Kčs. Ha estado en continua actividad estival desde el principio de años 1960.
De 1964 a 1972 estuvo aquí el club de juvenil llamado Beatclub.
El Festival de Koncert mladosti se llevó a cabo aquí en 1976 y 1977.
En años 1980 aquí se encontraba el Centro Educativo del Distrito de Bratislava-vidiek, que en 1987 y 1989 organizó Hudobný festival mladých.

## En presente
El anfiteatro fue el primero en Eslovaquia en poder proyectar medios digitales. Se utiliza como cine de verano del Centro Cultural de Pezinok, pero también para conciertos y otros eventos culturales. Las películas siempre se proyectan aquí a las 21:15, en agosto a partir de las 21:00.
Desde 2017, las películas se proyectan en el anfiteatro con audio de siete canales.